# 거제남서로
거제남서로(Geojenamseo-ro)는 경상남도 거제시 남부면 다포리 다포삼거리와 사등면 오량리 오량 교차로를 잇는 경상남도의 도로이다. 거제도의 남부 지역과 서부 지역을 잇는 도로이다. 전 구간 지방도 제1018호선에 속한다.

## 연혁
- 2011년 9월 8일 : 거제남서로로 명명

## 주요 경유지
경상남도
- 거제시 (남부면 · 동부면 · 거제면 · 둔덕면 · 사등면)

## 노선
전 구간 지방도 제1018호선에 속하므로 이 노선에 대한 별도 표기는 생략한다.
| 이름                  | 접속 노선                                  | 소재지 | 소재지 | 비고                          |
| --------------------- | ------------------------------------------ | ------ | ------ | ----------------------------- |
| 다포삼거리            | 국도 제14호선 지방도 제1018호선 (거제대로) | 거제시 | 남부면 |                               |
| 다포항                | 다포3길                                    | 거제시 | 남부면 |                               |
| 여차마을              | 여차길                                     | 거제시 | 남부면 | 1차선 구간 (일부 구간 미포장) |
| 홍포마을              |                                            | 거제시 | 남부면 | 1차선 구간 (일부 구간 미포장) |
| 대포마을              | 대포길                                     | 거제시 | 남부면 |                               |
| 근포마을              | 근포1길                                    | 거제시 | 남부면 |                               |
| 명사마을              | 명사해수욕장길                             | 거제시 | 남부면 |                               |
| 저구사거리            | 국도 제14호선 (거제대로) 남부해안로        | 거제시 | 남부면 |                               |
| 탑포사거리            | 남부해안로 율포로                          | 거제시 | 동부면 |                               |
| 동부초등학교 율포분교 | 율포4길                                    | 거제시 | 동부면 |                               |
| (덕원해수욕장입구)    | 덕원길                                     | 거제시 | 동부면 |                               |
| 가배항                | 가배2길 가배3길                            | 거제시 | 동부면 |                               |
| (함박)                | 함박금길                                   | 거제시 | 동부면 |                               |
| 영월마을              | 가배오송길                                 | 거제시 | 동부면 |                               |
| 오망천삼거리          | 율포로                                     | 거제시 | 동부면 |                               |
| 오망천교              |                                            | 거제시 | 동부면 |                               |
| 산양리                | 동부로                                     | 거제시 | 동부면 |                               |
| 산촌마을              | 산촌1길                                    | 거제시 | 동부면 |                               |
| 오수교                |                                            | 거제시 | 거제면 |                               |
| 오수마을              | 오수2길                                    | 거제시 | 거제면 |                               |
| 동상사거리            | 읍내로 죽림길                              | 거제시 | 거제면 |                               |
| 서정리                | 기성로                                     | 거제시 | 거제면 |                               |
| 외간교                |                                            | 거제시 | 거제면 |                               |
| 외간마을              | 외간옥산1길                                | 거제시 | 거제면 |                               |
| 내간마을              | 내간2길                                    | 거제시 | 거제면 |                               |
| 송곡교                |                                            | 거제시 | 거제면 |                               |
| 소랑마을              | 소랑1길                                    | 거제시 | 거제면 |                               |
| 소랑삼거리            | 산달길                                     | 거제시 | 거제면 | 산달연륙교와 연결             |
| 고당마을              | 고당길                                     | 거제시 | 거제면 |                               |
| 법동삼거리            | 법동어구로                                 | 거제시 | 거제면 |                               |
| 송골고개              |                                            | 거제시 | 거제면 |                               |
| 둔덕면                |                                            | 거제시 |        |                               |
| 방답마을              | 법동어구로                                 | 거제시 |        |                               |
| 하둔교                |                                            | 거제시 |        |                               |
| 하둔사거리            | 청마로 하둔길                              | 거제시 |        |                               |
| 둔덕면사무소          | 하둔길                                     | 거제시 |        |                               |
| 녹산마을              | 녹산2길                                    | 거제시 |        |                               |
| 호곡마을              | 호곡길                                     | 거제시 |        |                               |
| 술역마을              | 술역3길                                    | 거제시 |        |                               |
| 술역교                |                                            | 거제시 |        |                               |
| 내평마을              | 내평4길                                    | 거제시 |        |                               |
| 학산마을              | 학산2길                                    | 거제시 |        |                               |
| 아사마을              | 아사2길 아사3길                            | 거제시 |        |                               |
| 광리마을              | 광리길                                     | 거제시 | 사등면 |                               |
| 거제대교 동단         | 견내량로                                   | 거제시 | 사등면 |                               |
| 오량 교차로           | 국도 제14호선 (거제대로)                   | 거제시 | 사등면 |                               |

## 주요 건물 및 시설
- 국립수산과학원 육종연구센터 (경상남도 거제시 남부면 거제남서로 81-9)
- 율포복지회관 (경상남도 거제시 동부면 거제남서로 1966)
- KT거제수련관 (경상남도 거제시 동부면 거제남서로 2176)
- 대야냉장 (경상남도 거제시 동부면 거제남서로 2245)
- 가배보건진료소 (경상남도 거제시 동부면 거제남서로 2269)
- 장사도가배유람선 (경상남도 거제시 동부면 거제남서로 2271-1)
- 해바라기수산 (경상남도 거제시 동부면 거제남서로 2456)
- 영월마을회관 (경상남도 거제시 동부면 거제남서로 2570)
- 동남부농협 (경상남도 거제시 동부면 거제남서로 3086)
- 동부파출소 (경상남도 거제시 동부면 거제남서로 3118)
- 거제119안전센터 (경상남도 거제시 거제면 거제남서로 3429)
- 거제파출소 (경상남도 거제시 거제면 거제남서로 3431)
- 거제스포츠파크 (경상남도 거제시 거제면 거제남서로 3485-17)
- 굿뉴스요양병원 (경상남도 거제시 거제면 거제남서로 3554)
- 거제시농업개발원 (경상남도 거제시 거제면 거제남서로 3577)
- 거제알로에테마파크 (경상남도 거제시 거제면 거제남서로 3937)
- 대산관광리조트 (경상남도 거제시 거제면 거제남서로 3987)
- 거제초등학교 법동분교 (폐교, 경상남도 거제시 거제면 거제남서로 4322)
- 둔덕농협하나로마트 (경상남도 거제시 둔덕면 거제남서로 4580)
- 둔덕면보건지소 (경상남도 거제시 둔덕면 거제남서로 4606)
- 둔덕면사무소 (경상남도 거제시 둔덕면 거제남서로 4620)
- 둔덕면복지회관 (경상남도 거제시 둔덕면 거제남서로 4624)
- 녹산마을회관 (경상남도 거제시 둔덕면 거제남서로 4703-1)
- 숭덕초등학교 (경상남도 거제시 둔덕면 거제남서로 4720)
- 오량초등학교 (경상남도 거제시 사등면 거제남서로 5405)